# Marthe Katrine Myhre
Marthe Katrine Myhre (Gjøvik, 4 de marzo de 1985–Gjøvik, 5 de diciembre de 2024) fue una esquiadora y atleta noruega especialista en carrera de larga distancia y esquí de fondo.

## Muerte
Myhre habló abiertamente de sufrir trastornos alimentarios cuando era más joven. Murió en diciembre de 2024, a los 39 años.

## Resultados

### Atletismo
- Medalla de oro en el Campeonato Nacional de Noruega en la media maratón en 2013 y 2014.
- Medalla de oro en el Campeonato Nacional de Noruega en maratón en 2011, 2012, 2015, 2016 y 2018.
- Medalla de bronce en el Campeonato Nacional de Noruega en la maratón en 2010.
- Medalla de bronce en el Campeonato Nacional de Noruega en los 10,000 metros en 2007.

### Esquí de fondo
- Medalla de oro en el Campeonato Nacional de Noruega en el triatlón en 2008.[3]
- Medalla de oro en el Campeonato Mundial de Triatlón de Invierno en la maratón sub-23 en 2008.[4]
- Medalla de oro en el Campeonato Europeo de Triatlón de Invierno en la maratón de 2010.[4]
- Dos apariciones en el Copa del Mundo de Esquí de Fondo en 2006 y 2009.[5]
- Medalla de oro en el Campeonato Nacional de Noruega Senior.[6]